# Groux Rock
Groux Rock är en kulle i Antarktis. Den ligger i Västantarktis. Inget land gör anspråk på området. Toppen på Groux Rock är 1 044 meter över havet.
Terrängen runt Groux Rock är platt åt nordost, men åt sydväst är den kuperad.  Trakten är obefolkad. Det finns inga samhällen i närheten.